# 산들중학교
산들중학교는 대한민국 경기도 파주시에 있는 공립 중학교이다.

## 연혁
- 2021년 3월 1일 : 개교

- 2021년 3월 2일 :2021년 3월 2일

제1회 입학식(남168명, 여154명 총322명)